# Within Me (Lacuna Coil)
Within Me è il quarto ed ultimo singolo tratto dall'album Karmacode del gruppo musicale metal milanese Lacuna Coil, pubblicato l'11 maggio 2007.

## Significato del testo
Il cantante Andrea Ferro ha dichiarato che la canzone è dedicata ad un loro amico morto a causa dell'abuso di droghe: "Within Me è una canzone che abbiamo scritto per un amico, che non si è suicidato, ma in pratica si è "lasciato andare" usando molto le droghe. È morto 3 o 4 anni fa. Noi non fummo in grado di aiutarlo. Lui era a New York e noi in Italia quindi era difficile essere con lui. Eravamo in tour quindi avevano altre cose da fare. Quindi, l'idea è che certe a volte vuoi essere lì per i tuoi amici ma non puoi esserci. Quella volta noi non eravamo lì così l'abbiamo perso.
Era la prima volta che ci capitava come band, che tu conosci qualcuno e lavori con lui ed è morto così, in un modo stupido. Così abbiamo imparato ad essere più forti in queste cose. Abbiamo imparato a fronteggiare situazioni che molto spesso non si possono controllare."

## Il video
Il video per la canzone è stato girato dal regista californiano Kal Karman, il 2 e il 3 marzo al borgo medievale di Torino e in un deserto della Sardegna.
Il video di ambientazione medievale vede i due cantanti, Cristina e Andrea, come protagonisti: la prima vaga in un deserto e il secondo in un castello. Il resto della band appare brevemente suonando nel salone del castello.

## Formati e tracce

### Within Me
1. Within Me (album version)
2. When A Dead Man Walks (Live)
3. Enjoy The Silence (Live)"

## Posizioni in classifica
Il singolo è entrato il classifica in Italia alla posizione 44

## Formazione
- Andrea Ferro - voce
- Cristina Scabbia - voce
- Cristiano "Pizza" Migliore - chitarra
- Marco "Maus" Biazzi - chitarra
- Marco Coti Zelati - basso
- Cristiano "Criz" Mozzati - batteria

## Classifiche
| Classifica (2007) | Posizione massima |
| ----------------- | ----------------- |
| Italia            | 44                |